# エスタディオ・アルフレッド・ディ・ステファノ
エスタディオ・アルフレッド・ディ・ステファノ（Estadio Alfredo di Stéfano）は、スペインのマドリードにある多目的スタジアムであり、リーガ・エスパニョーラに所属するレアル・マドリード・カスティージャのホームスタジアム。名称の由来は、レアル・マドリードの名誉会長を務めた、同クラブの伝説的名選手アルフレッド・ディ・ステファノより。

## 歴史
2006年5月9日に、マドリード、バルデベバスにあるレアル・マドリードの練習場、シウダード・レアル・マドリード内に建てられた。落成式にはディ・ステファノがかつて選手としてプレーした当時、UEFAチャンピオンズカップ決勝を2度（1956年、1959年）戦ったスタッド・ランスを招いて、トップチームとの記念試合を行った。ディ・ステファノ本人も落成式に出席し、その試合は6-1でレアル・マドリードが勝利した。
2019-20シーズンより、レアル・マドリードに吸収合併されたクラブ・デポルティーボ・タコンもホームスタジアムとして利用している。また、2019-20シーズン途中にCOVID-19の流行により中断したプリメーラ・ディビシオンが6月に再開するにあたり、エスタディオ・サンティアゴ・ベルナベウの改修工事を進めるためエスタディオ・アルフレッド・ディ・ステファノをトップチームの残り試合でホームスタジアムとして使用することを発表した。

## 開催された主な大会・試合
- 国際Aマッチ

| 日付           | ホームチーム | 結果 | アウェーチーム | ラウンド                      |
| -------------- | ------------ | ---- | -------------- | ----------------------------- |
| 2020年9月6日   | スペイン     | 4-0  | ウクライナ     | UEFAネーションズリーグ2020-21 |
| 2020年10月20日 | スペイン     | 1-0  | スイス         | UEFAネーションズリーグ2020-21 |